# 원더풀 프리큐어! 더 무비! 두근두근♡게임 세계에서 대모험!
원더풀 프리큐어! 극장판 두근두근♡게임 세계에서 대모험!은 2023년 9월 13일에 개봉한 애니메이션 영화이다.

## 개요
일본에서 방영 중인 원더풀 프리큐어!의 단독 극장판이자 13번째 작품인 마법사 프리큐어!와 20번째 작품인 펼쳐지는 스카이! 프리큐어의 크로스오버 작품이다. 프리큐어 시리즈의 극장판으로는 통산 32번째에, 크로스오버 작품으로는 18번째에 해당한다.

## 등장인물

### 원더풀 프리큐어!
이누카이 코무기/큐어 원더풀(일본어: 犬飼 こむぎ / 일본어: キュアワンダフル)
성우: 나가나와 마리아
이누카이 이로하/큐어 프렌디(일본어: 犬飼 いろは / 일본어: キュアフレンディ)
성우: 타네자키 아츠미
네코야시키 유키/큐어 냐미(일본어: 猫屋敷 ユキ / 일본어: キュアニャミー)
성우: 마츠다 사츠미
네코야시키 마유/큐어 릴리안(일본어: 猫屋敷 まゆ / 일본어: キュアリリアン)
성우: 우에다 레이나
토야마 사토루(일본어: 兎山 悟)
성우: 테라시마 타쿠마
토야마 다이후쿠(일본어: 兎山 大福)
성우: 나카무라 유이치

### 펼쳐지는 스카이! 프리큐어
소라 하레와타루/큐어 스카이(일본어: ソラ·ハレワタール / キュアスカイ)
성우: 세키네 아키라
니지가오카 마시로/큐어 프리즘(일본어: 虹ヶ丘 ましろ / キュアプリズム)
성우: 카쿠마 아이
유우나기 츠바사/큐어 윙(일본어: 夕凪 ツバサ / 일본어: キュアウイング)
성우: 무라세 아유무
히지리 아게하/큐어 버터플라이(일본어: 聖 あげは / 일본어: キュアバタフライ)
성우: 나나세 아야카
엘짱/프린세스 엘/큐어 마제스티(일본어: エルちゃん / 일본어: プリンセス·エル / 일본어: キュアマジェスティ)
성우: 코가 아오이

### 마법사 프리큐어!
아사히나 미라이/큐어 미라클(일본어: 朝日奈 みらい / キュアミラクル)
성우: 타카하시 리에
이자요이 리코/큐어 매지컬(일본어: 十六夜 リコ / キュアマジカル)
성우: 호리에 유이
하나미 코토하/큐어 펠리체(일본어: 花海 ことは / キュアフェリーチェ)
성우: 하야미 사오리
모후룬(モフルン)
성우: 사이토 아야카